# Šrámkův dům
Šrámkův dům je klasicistní budova v Sobotce. Je pojmenována dle spisovatele Fráni Šrámka (ačkoliv se v něm nenarodil a ani v něm nežil) a zapsána jako kulturní památka.

## Historie

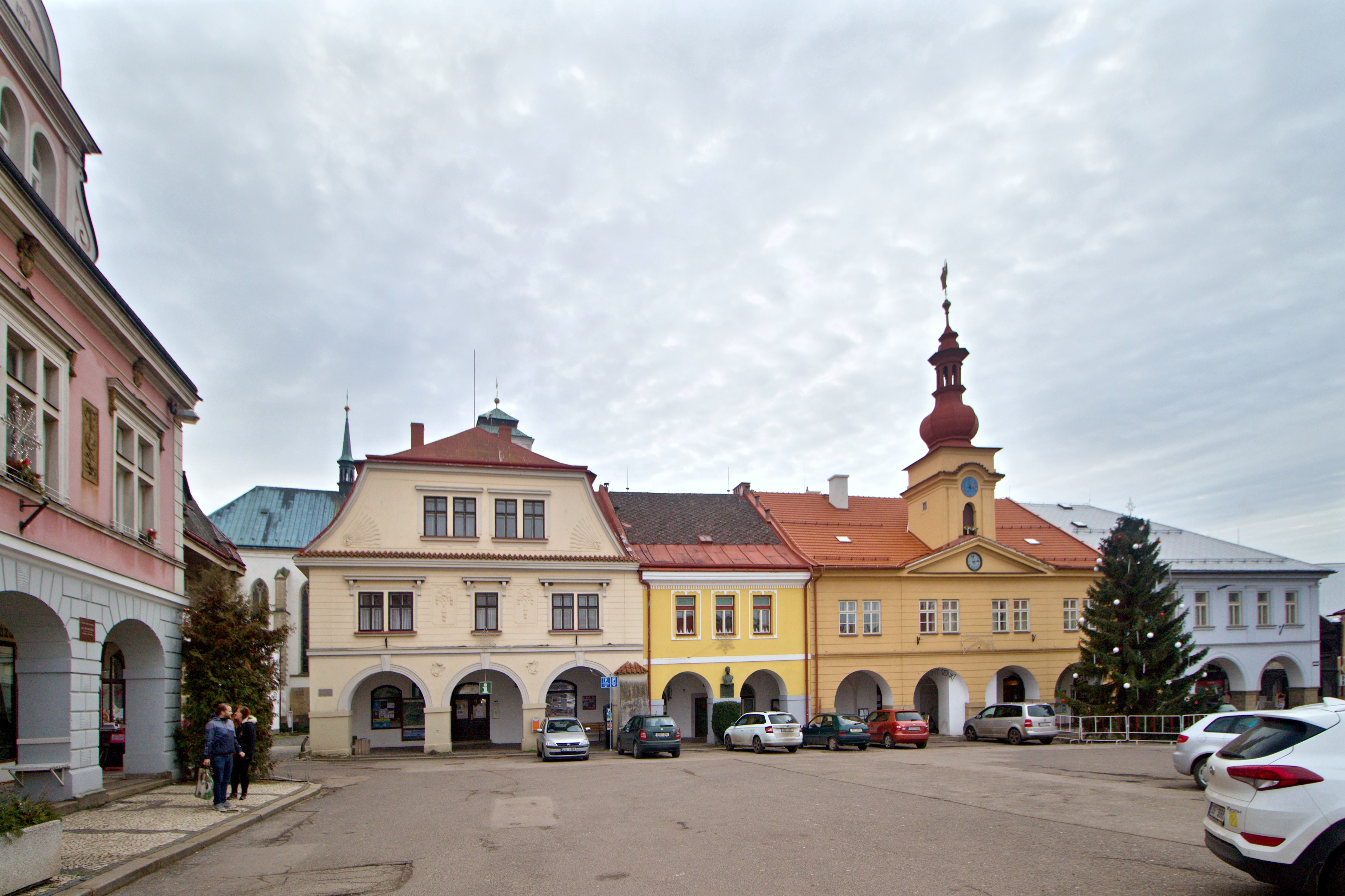
Šrámkův dům v roce 2019

Dům roku 1589 zakoupil stavitel soboteckého kostela Petr Vlach z Medulánu (z Milána). Dům několikrát čelil městským požárům, zejména roku 1710 a 1746. Koncem 19. století patřil dům strýci spisovatele Fráni Šrámka Josefu Píckovi a jeho ženě Gabriele. Fráňa do domu jako malý chlapec chodil. Majitelé se poté střídali a roku 1911 dům zakoupil kupec František Švoba. Počátkem 20. století také dům získal svou nynější podobu.
Rodina Švobova dům vlastnila až do roku 1957, kdy stavbu prodala Miloslavě Hrdličkové-Šrámkové, manželce již zesnulého spisovatele. Ta do něj přestěhovala zařízení ze Šrámkova bytu v Praze, dokonce přemístila i jeho archiv. Po smrti Milky Šrámkové roku 1958 spadl dům do majetku města Sobotky. O dům se začali starat manželé Václav a Marie Hejnovi, kteří udržovali a opravovali dům. Ten byl zpřístupněn veřejnosti roku 1961.

## Popis
Nárožní dvoupatrový dům se nachází ve východní části jižní fronty náměstí. V přízemí nalezneme podloubí o třech půlkruhových arkádách. Ve štítu v prvním patře nalezneme dvojici štítů protkaných páskem s motivem dvou vadnoucích růží.

## Využití
Je zde umístěno Muzeum a archiv Fráni Šrámka. V přízemí se nachází sídlo Městského informačního centra a kancelář Městského kulturního střediska Sobotka.